# Landkreis Sächsische Schweiz-Osterzgebirge
Der Landkreis Sächsische Schweiz-Osterzgebirge (umgangssprachlich kurz SOE) ist ein Landkreis in Sachsen, der sich südlich von Dresden bis zur tschechischen Grenze erstreckt.

## Geografie
Der Landkreis Sächsische Schweiz-Osterzgebirge liegt südlich der Landeshauptstadt Dresden. Angrenzende Gebiete sind der tschechische Ústecký kraj im Osten und Süden, der Landkreis Mittelsachsen im Westen, Dresden und der Landkreis Meißen im Norden, sowie im Nordosten der Landkreis Bautzen. Das Kerngebiet des Kreises beinhaltet die namensgebenden Regionen Sächsische Schweiz und Osterzgebirge und dessen Vorland, im Nordosten aber auch die Ausläufer des Lausitzer Berglands. Mitten durch den Kreis fließt die Elbe. Die niedrigste Stelle des Kreises befindet sich am Elbufer an der Grenze zu Dresden mit 109 m, die höchste Stelle ist mit 905 m der Kahleberg bei Zinnwald.
Der Westen des Landkreises befindet sich im Osterzgebirge und dessen Vorland, im Einzugsbereich der Roten und Wilden Weißeritz, die sich noch im Landkreis zur Weißeritz vereinen.
Aus den Rumpfflächen der Pultscholle resultierend besteht die Landschaft neben den Tälern überwiegend aus Hochflächen unter agrarischer und forstlicher Nutzung. Nach Süden, zum Kamm des Osterzgebirges nimmt die Höhenlage stetig zu. Markante Landmarken bilden der Landberg bei Pohrsdorf, der Windberg in Freital, der Golberoder Zughübel mit der Babisnauer Pappel, die Berge der Karsdorfer Verwerfung mit dem Wilisch, der Luchberg bei Luchau sowie der Geisingberg.
Bekannte Stehgewässer sind die touristisch genutzte Talsperre Malter sowie die zur Trinkwassergewinnung benötigten Talsperren Lehnmühle und Klingenberg. Bei Lauenstein entstand bis 2006 das Rückhaltebecken Müglitztal. Bedeutende Waldgebiete im Westen des Kreises sind der Tharandter Wald, die Dippoldiswalder Heide und der Forstbezirk Bärenfels. Der geographische Mittelpunkt Sachsens befindet sich im Tharandter Wald in der Nähe von Kurort Hartha.
Der Osten des Landkreises wird durch die Sächsische Schweiz mit dem Elbtal geprägt. Die Sächsische Schweiz geht weiter östlich in das Lausitzer Bergland und westlich ins Erzgebirge über. Markante Landmarken sind hier der Große Zschirnstein und der Große Winterberg.

## Geschichte
Der Landkreis Sächsische Schweiz-Osterzgebirge wurde infolge der Kreisgebietsreform am 1. August 2008 durch Fusion der bei der Kreisreform 1994 geformten Landkreise Sächsische Schweiz und Weißeritzkreis gebildet. Der Name des neuen Landkreises war bei Regierung und Bevölkerung umstritten. Den vom Innenministerium vorgeschlagenen Namen Elbe-Weißeritz-Kreis lehnten die Kreisräte mehrheitlich ab, Sächsische Schweiz-Osterzgebirge erschien vielen jedoch zu lang.
Als Sitz des Landratsamtes wurde Pirna bestimmt. Dippoldiswalde, die Kreisstadt des Weißeritzkreises, wurde Große Kreisstadt. Damit führen die Städte Pirna, Dippoldiswalde, Freital und Sebnitz den Sonderstatus Große Kreisstadt. In allen Großen Kreisstädten befinden sich Bürgerbüros des Landratsamtes. Von Januar 2009 bis Dezember 2011 wurde das Schloss Sonnenstein in Pirna denkmalgerecht saniert und zum Sitz des Landratsamtes umgebaut. Seit dem 19. Dezember 2011 befindet sich der Kreissitz auf dem Sonnenstein.
Die Region war vom Hochwasser in Mitteleuropa 2013 betroffen. Bei dieser Flutkatastrophen traten die Elbe und deren Nebenflüsse in Folge einer Vb-Wetterlage über die Ufer.
Im Jahr 2015 geriet der Landkreis durch fremdenfeindliche Proteste und Ausschreitungen unter anderem in Freital und Heidenau bundesweit in die Schlagzeilen. Anlass hierfür war die Einrichtung von neuen Asylbewerberheimen in den Gemeinden des Kreises infolge der 2015 stark gestiegenen Flüchtlingszahlen.
Im Juli 2022 wurde durch einen Waldbrand im Nationalpark Sächsische Schweiz in den Gemeinden Bad Schandau und Sebnitz Katastrophenalarm ausgelöst. Nach etwa vier Wochen waren die meisten der schwer erreichbaren Bandherde gelöscht.

## Bevölkerung
Der Landkreis hat etwa 250.000 Einwohner. Die Einwohnerzahl ist seit der Kreisgründung 2008 leicht gesunken.
| Jahr | Einwohner |
| ---- | --------- |
| 2008 | 255.459   |
| 2010 | 252.308   |
| 2015 | 247.412   |
| 2020 | 244.722   |
| 2021 | 244.009   |
| 2022 | 246.204   |

Stand: 31. Dezember des jeweiligen Jahres

## Politik

### Kreistag
| Sitzverteilung nach der Wahl 2024Insgesamt 86 Sitze - BSW: 10 - Linke: 3 - SPD: 3 - Grüne: 3 - FDP: 2 - FW: 9 - CDU: 22 - KM: 4 - AfD: 27 - FS: 3 | Fraktionen und Gruppen (Stand: 17. August 2024)Insgesamt 86 Sitze - BSW: 10 - Linke: 3 - SPD/Grüne: 6 - FW/FDP: 11 - CDU: 22 - KM: 4 - AfD: 27 - FS: 3 Konservative Mitte, Die Linke und die Freien Sachsen bilden lediglich Gruppen. |

| Parteien und Wählergemeinschaften | Parteien und Wählergemeinschaften           | Prozent 2008 | Sitze 2008 | Prozent 2014 | Sitze 2014 | Prozent 2019 | Sitze 2019 | Prozent 2024 | Sitze 2024 |
| --------------------------------- | ------------------------------------------- | ------------ | ---------- | ------------ | ---------- | ------------ | ---------- | ------------ | ---------- |
| AfD                               | Alternative für Deutschland                 | —            | —          | 9,8          | 8          | 27,9         | 25         | 31,4         | 27         |
| CDU                               | Christlich Demokratische Union Deutschlands | 43,9         | 38         | 40,3         | 37         | 29,0         | 26         | 25,1         | 22         |
| BSW                               | Bündnis Sahra Wagenknecht                   | —            | —          | —            | —          | —            | —          | 11,4         | 10         |
| FW                                | Freie Wähler                                | 11,4         | 10         | 10,7         | 9          | 12,9         | 11         | 10,7         | 9          |
| KM                                | Konservative Mitte                          | —            | —          | —            | —          | —            | —          | 4,2          | 4          |
| LINKE                             | Die Linke                                   | 18,3         | 16         | 15,1         | 13         | 10,1         | 9          | 3,7          | 3          |
| GRÜNE                             | Bündnis 90/Die Grünen                       | 3,6          | 3          | 4,7          | 4          | 7,5          | 6          | 3,6          | 3          |
| SPD                               | Sozialdemokratische Partei Deutschlands     | 7,4          | 6          | 7,5          | 6          | 5,4          | 4          | 3,9          | 3          |
| FS                                | Freie Sachsen                               | —            | —          | —            | —          | —            | —          | 3,9          | 3          |
| FDP                               | Freie Demokratische Partei                  | 7,9          | 7          | 5,3          | 4          | 5,2          | 4          | 2,0          | 2          |
| NPD                               | Nationaldemokratische Partei Deutschlands   | 7,5          | 6          | 6,5          | 5          | 2,1          | 1          | —            | –          |
| BWV                               | Bärensteiner Wählervereinigung              | —            | —          | 0,1          | —          | —            | —          | —            | –          |
| Gesamt                            | Gesamt                                      | 100          | 86         | 100          | 86         | 100          | 86         | 100          | 86         |
| Wahlbeteiligung                   | Wahlbeteiligung                             | 49,3 %       | 49,3 %     | 53,9 %       | 53,9 %     | 66,3 %       | 66,3 %     | 69,9 %       | 69,9 %     |

### Landrat
Bei der sächsischen Kommunalwahl am 8. Juni 2008 konnte sich der bisherige Landrat des Landkreises Sächsische Schweiz, Michael Geisler (CDU), im ersten Wahlgang mit 52,4 % der Stimmen gegen fünf weitere Bewerber durchsetzen und wurde damit erster Landrat des neu gegründeten Kreises.
| Bewerber fett: Amtsinhaber            | Vorschlag                             | Stimmen                               | Anteil in %                           | gewählt                               | Stimmen                               | Anteil in %                           | gewählt                               |
| erster Wahlgang                       | erster Wahlgang                       | erster Wahlgang                       | erster Wahlgang                       | erster Wahlgang                       | zweiter Wahlgang A1                   | zweiter Wahlgang A1                   | zweiter Wahlgang A1                   |
| 12. Juni 2022 Wahlbeteiligung: 48,9 % | 12. Juni 2022 Wahlbeteiligung: 48,9 % | 12. Juni 2022 Wahlbeteiligung: 48,9 % | 12. Juni 2022 Wahlbeteiligung: 48,9 % | 12. Juni 2022 Wahlbeteiligung: 48,9 % | 12. Juni 2022 Wahlbeteiligung: 48,9 % | 12. Juni 2022 Wahlbeteiligung: 48,9 % | 12. Juni 2022 Wahlbeteiligung: 48,9 % |
| ------------------------------------- | ------------------------------------- | ------------------------------------- | ------------------------------------- | ------------------------------------- | ------------------------------------- | ------------------------------------- | ------------------------------------- |
| Michael Geisler                       | CDU                                   | 52.693                                | 54,4                                  | ×                                     |                                       |                                       |                                       |
| Ivo Teichmann                         | AfD                                   | 23.108                                | 23,9                                  |                                       |                                       |                                       |                                       |
| Lutz Richter                          | Die Linke                             | 10.873                                | 11,2                                  |                                       |                                       |                                       |                                       |
| Andreas Hofmann                       | Freie Sachsen                         | 10.181                                | 10,5                                  |                                       |                                       |                                       |                                       |
| 7. Juni 2015 Wahlbeteiligung: 42,9 %  |                                       |                                       |                                       |                                       |                                       |                                       |                                       |
| Michael Geisler                       | CDU                                   | 48.869                                | 56,4                                  | ×                                     |                                       |                                       |                                       |
| Lutz Richter                          | Die Linke, SPD, Grüne                 | 19.988                                | 23,1                                  |                                       |                                       |                                       |                                       |
| Olaf Rose                             | NPD                                   | 9.195                                 | 10,6                                  |                                       |                                       |                                       |                                       |
| Nicos Chawales                        | Chawales                              | 8.607                                 | 9.9                                   |                                       |                                       |                                       |                                       |
| 8. Juni 2008 Wahlbeteiligung: 49,3 %  |                                       |                                       |                                       |                                       |                                       |                                       |                                       |
| Michael Geisler                       | CDU                                   | 54.281                                | 52,4                                  | ×                                     |                                       |                                       |                                       |
| Falk Neubert                          | Die Linke                             | 20.703                                | 20,0                                  |                                       |                                       |                                       |                                       |
| Ralf Wätzig                           | SPD                                   | 7.886                                 | 7,6                                   |                                       |                                       |                                       |                                       |
| Olaf Rose                             | NPD                                   | 8.116                                 | 7,8                                   |                                       |                                       |                                       |                                       |
| Peter Welp                            | FDP                                   | 7.343                                 | 7,1                                   |                                       |                                       |                                       |                                       |
| Andreas Warschau                      | Grüne                                 | 5.248                                 | 5,1                                   |                                       |                                       |                                       |                                       |

### Wappen
Blasonierung: „Durch eine eingebogene silberne Spitze, worin schräggekreuzt ein schwarzer Hammer und ein schwarzer Schlägel, gespalten; vorn in Grün schrägrechter silberner Wellenbalken; hinten in Gold rot bewehrter und bezungter schwarzer Löwe.“
Die Farben Weiß und Grün weisen dabei auf Sachsen hin, der Meißner Löwe auf die historische Zugehörigkeit zur Markgrafschaft Meißen. Das weiße Wellenband symbolisiert den Flussreichtum, das Grün den Waldreichtum des Landkreises. Schlägel und Eisen sind ein Verweis auf den traditionsreichen Bergbau und die bis heute prägende Industrialisierung.
Der Wappenentwurf stammt vom Freitaler Wolfgang Burkhardt. Die dreigeteilte Grundform des Wappens ähnelt dem Wappen des alten Weißeritzkreises, dem auch der Meißner Löwe und Schlägel und Eisen entstammen. Das weiß-grüne Wellenband war das Wappen des Altkreises Sächsische Schweiz. Das Landkreiswappen wurde am 13. November 2008 genehmigt. Die zugehörige Wappensatzung trat am 26. November 2008 in Kraft.

## Wirtschaft und Infrastruktur
Im Zukunftsatlas 2016 belegte der Landkreis Sächsische Schweiz-Osterzgebirge Platz 296 von 402 Landkreisen, Kommunalverbänden und kreisfreien Städten in Deutschland und zählt damit zu den Regionen mit „ausgeglichenem Chancen-Risiko Mix“. Im Zukunftsatlas 2019 bekleidet der Landkreis den 286. Platz.

### Wirtschaft

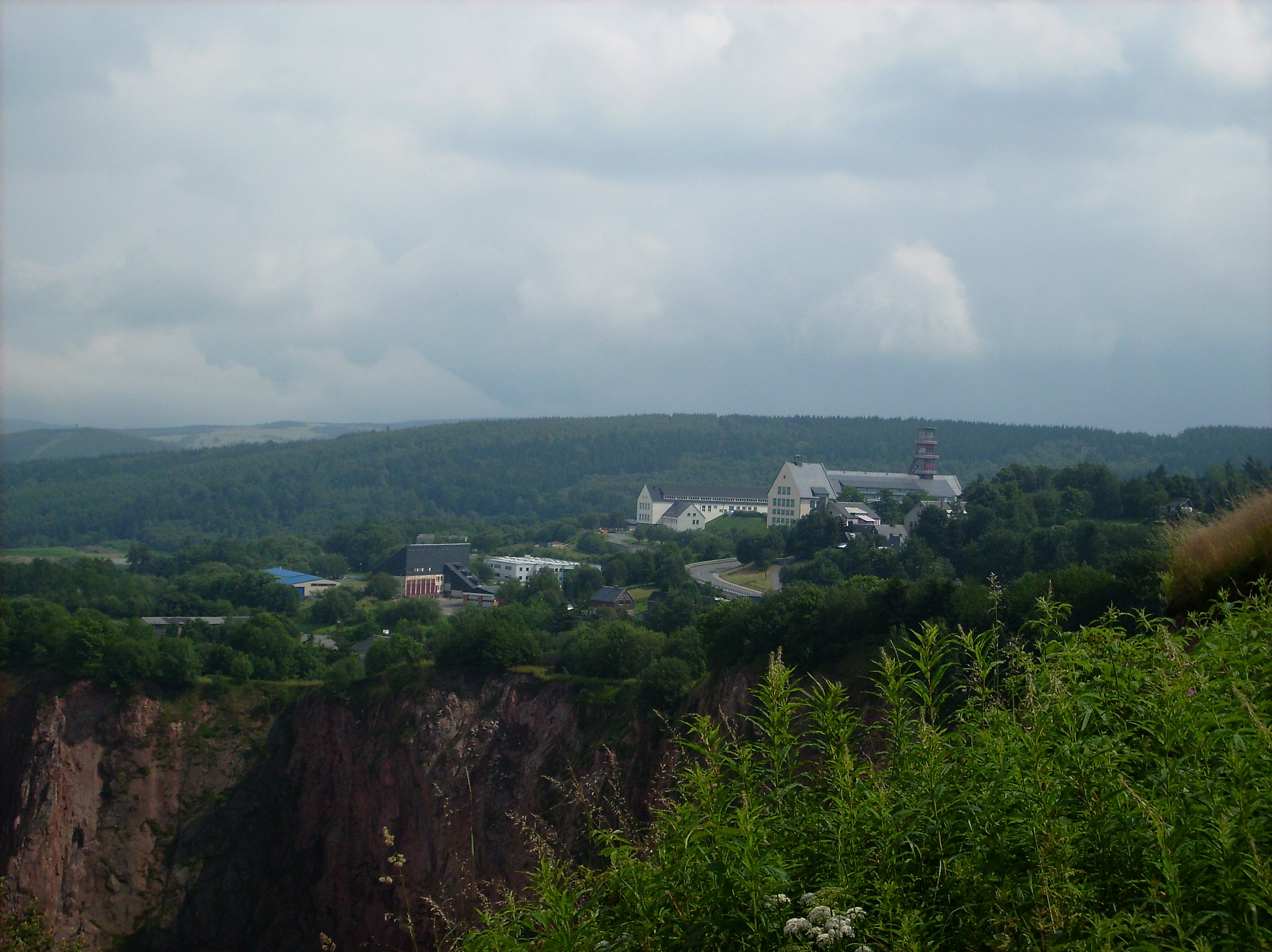
Ehemalige Zinnerz-Abbauanlagen in Altenberg

Die Region war ausgehend vom Bergbau ab dem 19. Jahrhundert stark industriell geprägt. Vor allem im Döhlener Becken entwickelten sich durch den Abbau von Steinkohle im Zeitalter der Industrialisierung viele Betriebe wie die Freiherrlich von Burgker Steinkohlen- und Eisenhüttenwerke. In Altenberg wurde bis 1991 Zinnerz abgebaut und aufbereitet, während in Freital und Königstein Uranerz  und in Burkhardswalde Mineralwasser gewonnen wurde. Die Sächsische Schweiz ist noch heute Lieferant von Naturstein (Sandstein, Porphyr, Kies). Darüber hinaus waren im 19. und 20. Jahrhundert alle wesentliche Industriezweige ansässig, vor allem an den Standorten Freital, Heidenau, Schmiedeberg, Pirna, Sebnitz, Dippoldiswalde. Durch die vielen Emissionen der Fabriken kam es vielerorts zu hohen Schadstoffbelastungen in Luft und Wasser. Während der Industrialisierung kam es auch hier zu Ansiedlungen von Fabriken vieler Industriezweige. Der ländliche Raum wird landwirtschaftlich genutzt, im Bereich des Dresdener Elbtalkessels (Borthen, Pesterwitz, Pirna) sind sogar Sonderkulturen (Obstbau, Weinbau, Hopfen) heimisch. Größere Waldgebiete (Tharandt, Altenberg, Sächsische Schweiz) werden forstwirtschaftlich genutzt.
Heute ist die Sächsische Schweiz, stärker als das Osterzgebirge, durch den Tourismus geprägt. Nach der Wende wurden viele Industriebetriebe geschlossen oder verkleinert, deren Flächen konvertiert. Es existieren dennoch Unternehmen wie das Edelstahlwerk in Freital.
Im Oktober 2013 waren im Arbeitsagenturbezirk Pirna, der den gesamten Landkreis umfasst, 9.537 Personen als arbeitslos gemeldet. Das entspricht einer Quote von 7,4 % aller zivilen Erwerbspersonen.

### Verkehr

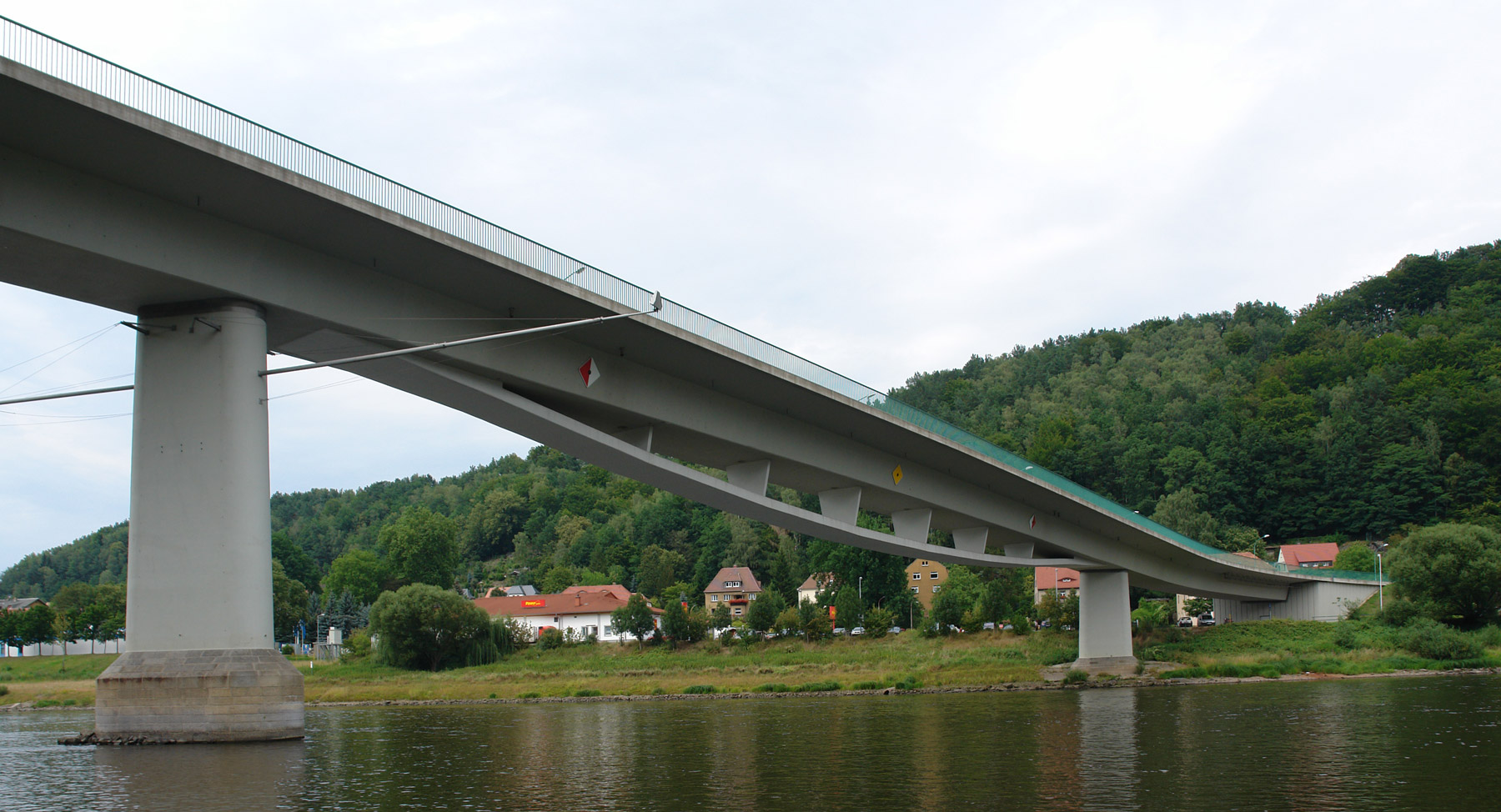
Elbebrücke Bad Schandau

Durch den Landkreis verlaufen die Bundesstraßen 170 (Dresden–Altenberg), 171 (Wolkenstein–Dippoldiswalde), 172 (Pirna−Schmilka), 172a (Pirna-BAB 17 Anschlussstelle Pirna) und 173 (Lichtenfels−Hof–Chemnitz–Dresden) sowie die Bundesautobahn 17 (Dresden–Prag) mit den sechs Anschlussstellen Dresden-Südvorstadt, Dresden-Prohlis, Heidenau i. Sa., Pirna, Bahretal und Bad Gottleuba. Für wenige Kilometer verläuft auch die Bundesautobahn 4 (Erfurt−Görlitz) mit dem Rasthof Dresdner Tor durch das nordwestliche Kreisgebiet.
Seit Anfang August befindet sich die B172n im Bau. Die neue Bundesstraße ist die Südumfahrung der Stadt Pirna und verbindet die B172 und B172a.

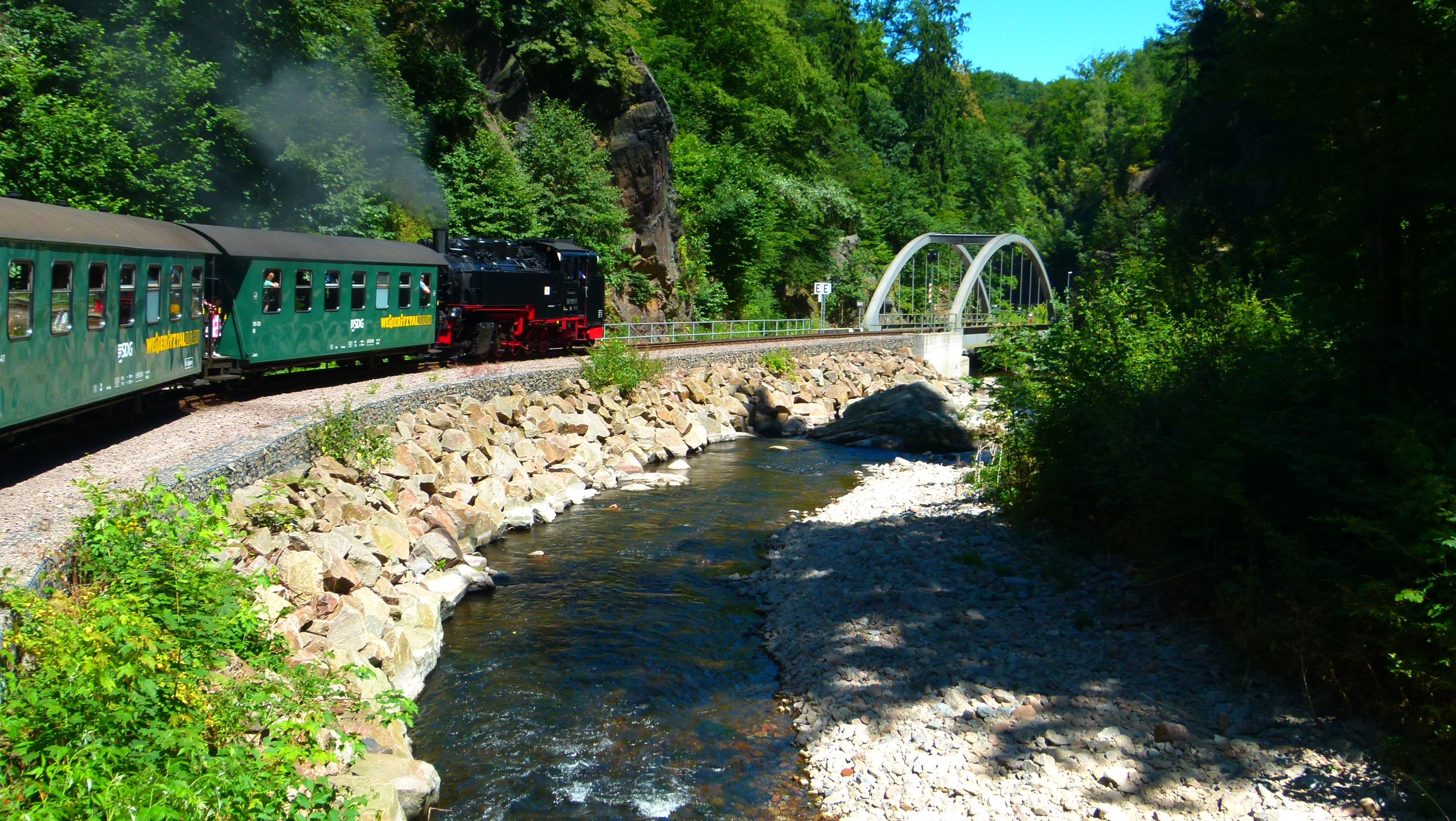
Weißeritztalbahn

Der öffentliche Personennahverkehr wird hauptsächlich über die landkreiseigene Verkehrsgesellschaft Regionalverkehr Sächsische Schweiz-Osterzgebirge GmbH abgewickelt. Sie ist Mitglied im Verkehrsverbund Oberelbe.
Die leistungsfähigsten Eisenbahnstrecken im Landkreis sind die Strecken Děčín–Bad Schandau–Pirna–Dresden-Neustadt und Dresden–Freital–Chemnitz–Werdau, für den Schienenpersonennahverkehr sind darüber hinaus die Strecken Pirna–Coswig, Bautzen–Sebnitz–Bad Schandau, Kamenz–Dürrröhrsdorf–Pirna, Neustadt–Dürrröhrsdorf, Rumburk–Sebnitz und Heidenau–Kurort Altenberg wichtig. Mit der Weißeritztalbahn besteht auch eine im täglichen Betrieb verkehrende Schmalspurbahnstrecke. Eine weitere Besonderheit ist die Straßenbahnstrecke der Kirnitzschtalbahn. Der Landkreis ist über die Dresdner S-Bahn-Linien S1, S2 und S3 an das S-Bahn-Netz Dresdens angeschlossen. Des Weiteren besteht mit dem EuroCity-Halt im Bahnhof Bad Schandau Anschluss an den internationalen Fernverkehr der Deutschen Bahn AG und der Tschechischen Bahnen.
In Pirna-Pratzschwitz befindet sich ein Flugplatz. Der nächste große Verkehrsflughafen ist der Flughafen Dresden.

## Schutzgebiete
Im Landkreis befinden sich 28 ausgewiesene Naturschutzgebiete (Stand März 2017).

## Verwaltungsgliederung

### Städte und Gemeinden
Der Landkreis Sächsische Schweiz-Osterzgebirge besteht seit dem 1. Januar 2014 aus 36 Gemeinden, darunter 19 Städte. Vier Städte sind „Große Kreisstädte“. Die Stadt mit den meisten Einwohnern im Landkreis ist die Kreisstadt Pirna mit 40.128 Einwohnern, gefolgt von Freital mit 39.281 Einwohnern. Die einwohnerstärkste Gemeinde ist Bannewitz mit 11.122 Einwohnern. Am wenigsten Einwohner hat Rathen (332 Einwohner). Gleichzeitig ist Rathen auch die flächenkleinste Gemeinde im Landkreis. Mit der rund 40-fachen Fläche Rathens hat die Stadt Altenberg den größten Anteil am Landkreisgebiet. (Einwohnerzahlen vom 31. Dezember 2024)
| Städte 1. Altenberg (7462) 2. Bad Gottleuba-Berggießhübel (5367) 3. Bad Schandau (3346) 4. Dippoldiswalde, Große Kreisstadt (13.915) 5. Dohna (6030) 6. Freital, Große Kreisstadt (39.281) 7. Glashütte (6414) 8. Heidenau (16.686) 9. Hohnstein (3150) 10. Königstein (Sächsische Schweiz) (2151) 11. Liebstadt (1207) 12. Neustadt in Sachsen (11.810) 13. Pirna, Große Kreisstadt (40.128) 14. Rabenau (4359) 15. Sebnitz, Große Kreisstadt (9421) 16. Stadt Wehlen (1538) 17. Stolpen (5436) 18. Tharandt (5170) 19. Wilsdruff (14.583) | Gemeinden 1. Bahretal (2082) 2. Bannewitz (11.122) 3. Dohma (2009) 4. Dorfhain (1052) 5. Dürrröhrsdorf-Dittersbach (4269) 6. Gohrisch (1744) 7. Hartmannsdorf-Reichenau (1040) 8. Hermsdorf/Erzgeb. (725) 9. Klingenberg (6588) 10. Kreischa (4629) 11. Lohmen (2994) 12. Müglitztal (1900) 13. Rathen, Kurort (332) 14. Rathmannsdorf (882) 15. Reinhardtsdorf-Schöna (1267) 16. Rosenthal-Bielatal (1521) 17. Struppen (2386) |  |

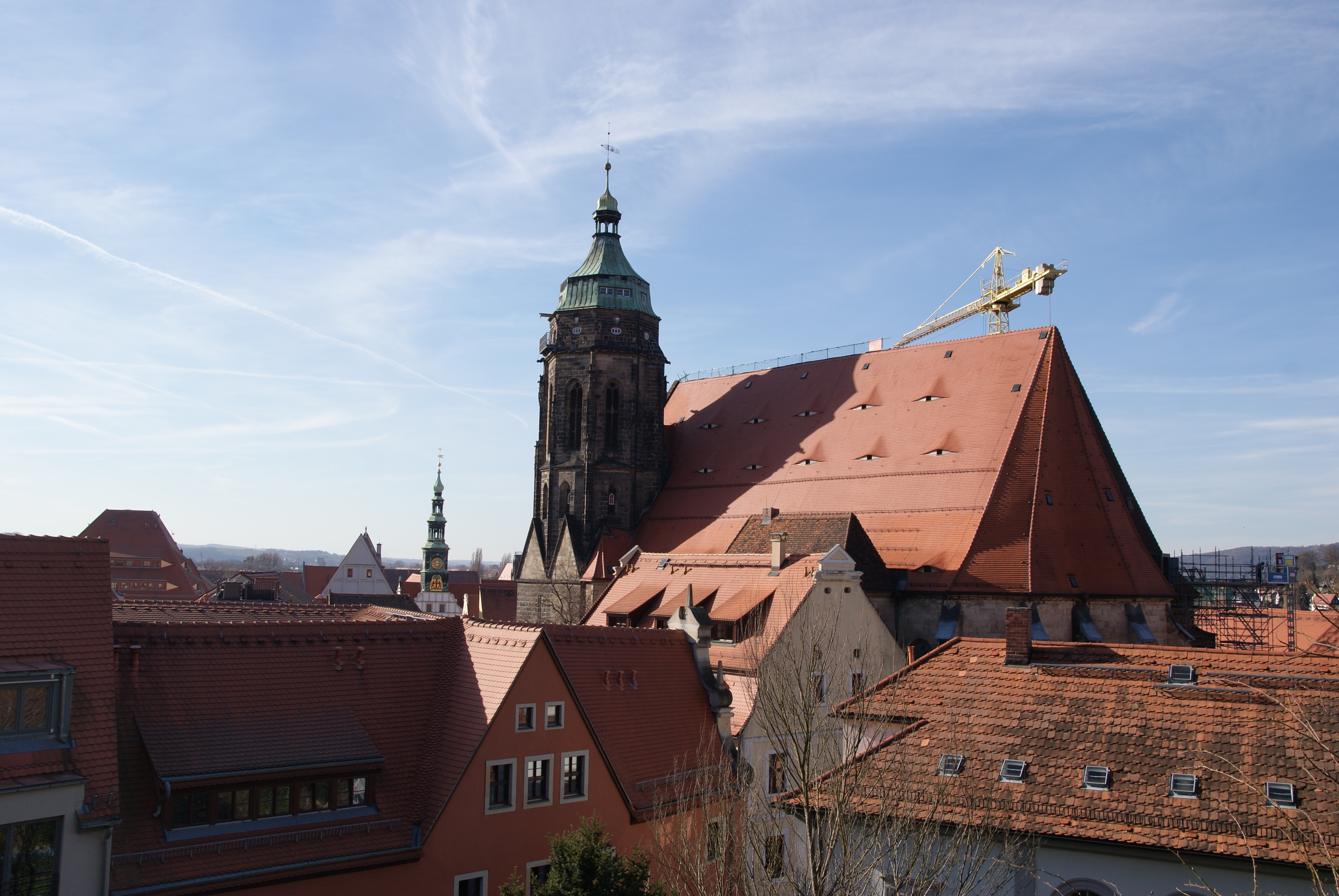
Pirna, Marienkirche

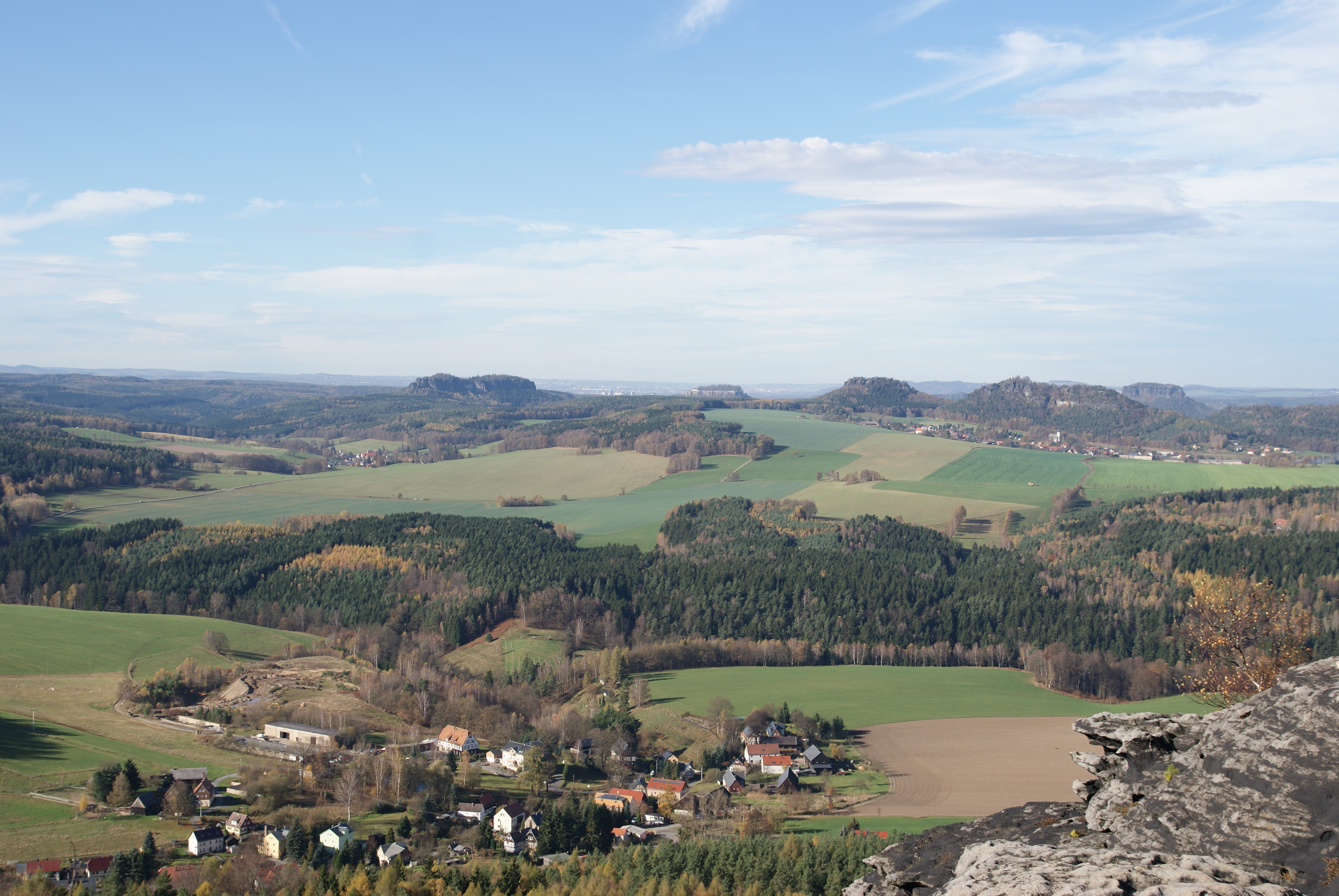
Blick vom kleinen Zschirnstein

### Verwaltungsgemeinschaften
Im Landkreis haben mehrere Gemeinden insgesamt neun Verwaltungsgemeinschaften gebildet.
- Verwaltungsgemeinschaft Altenberg mit den Mitgliedsgemeinden Altenberg und Hermsdorf/Erzgeb.
- Verwaltungsgemeinschaft Bad Gottleuba-Berggießhübel mit den Mitgliedsgemeinden Bad Gottleuba-Berggießhübel, Bahretal und Liebstadt
- Verwaltungsgemeinschaft Bad Schandau mit den Mitgliedsgemeinden Bad Schandau, Rathmannsdorf und Reinhardtsdorf-Schöna
- Verwaltungsgemeinschaft Dohna-Müglitztal mit den Mitgliedsgemeinden Dohna (VG-Sitz) und Müglitztal
- Verwaltungsgemeinschaft Klingenberg mit den Mitgliedsgemeinden Hartmannsdorf-Reichenau und Klingenberg
- Verwaltungsgemeinschaft Königstein/Sächs. Schw. mit den Mitgliedsgemeinden Gohrisch, Königstein (Sächsische Schweiz), Rathen, Rosenthal-Bielatal und Struppen
- Verwaltungsgemeinschaft Lohmen/Stadt Wehlen mit den Mitgliedsgemeinden Lohmen (VG-Sitz) und Stadt Wehlen
- Verwaltungsgemeinschaft Pirna mit den Mitgliedsgemeinden Dohma und Pirna
- Verwaltungsgemeinschaft Tharandt mit den Mitgliedsgemeinden Dorfhain und Tharandt

Bis zum 30. September 2012 bestand die Verwaltungsgemeinschaft Sebnitz mit den Mitgliedsgemeinden Kirnitzschtal und Sebnitz.

### Gebietsveränderungen im Landkreis
| Datum      | AGS      | Gemeinde       | Änderung         | AGS      | aufnehmende Gemeinde  |
| ---------- | -------- | -------------- | ---------------- | -------- | --------------------- |
| 01.01.2011 | 14628120 | Geising, Stadt | Eingliederung in | 14628010 | Altenberg, Stadt      |
| 01.01.2012 | 14628280 | Porschdorf     | Eingliederung in | 14628030 | Bad Schandau, Stadt   |
| 01.10.2012 | 14628200 | Kirnitzschtal  | Eingliederung in | 14628360 | Sebnitz, Stadt        |
| 31.12.2012 | 14628180 | Höckendorf     | Neubildung zu    | 14628205 | Klingenberg           |
| 31.12.2012 | 14628290 | Pretzschendorf | Neubildung zu    | 14628205 | Klingenberg           |
| 01.01.2014 | 14628350 | Schmiedeberg   | Eingliederung in | 14628060 | Dippoldiswalde, Stadt |

## Kfz-Kennzeichen
Am 1. August 2008 wurde dem Landkreis das seit dem 1. Januar 1991 für den Landkreis Pirna gültige Unterscheidungszeichen PIR zugewiesen. Seit dem 12. November 2012 sind in Zusammenhang mit der Kennzeichenliberalisierung zudem DW (Dippoldiswalde), FTL (Freital) und SEB (Sebnitz) erhältlich.